# Сульфіди (мінерали)

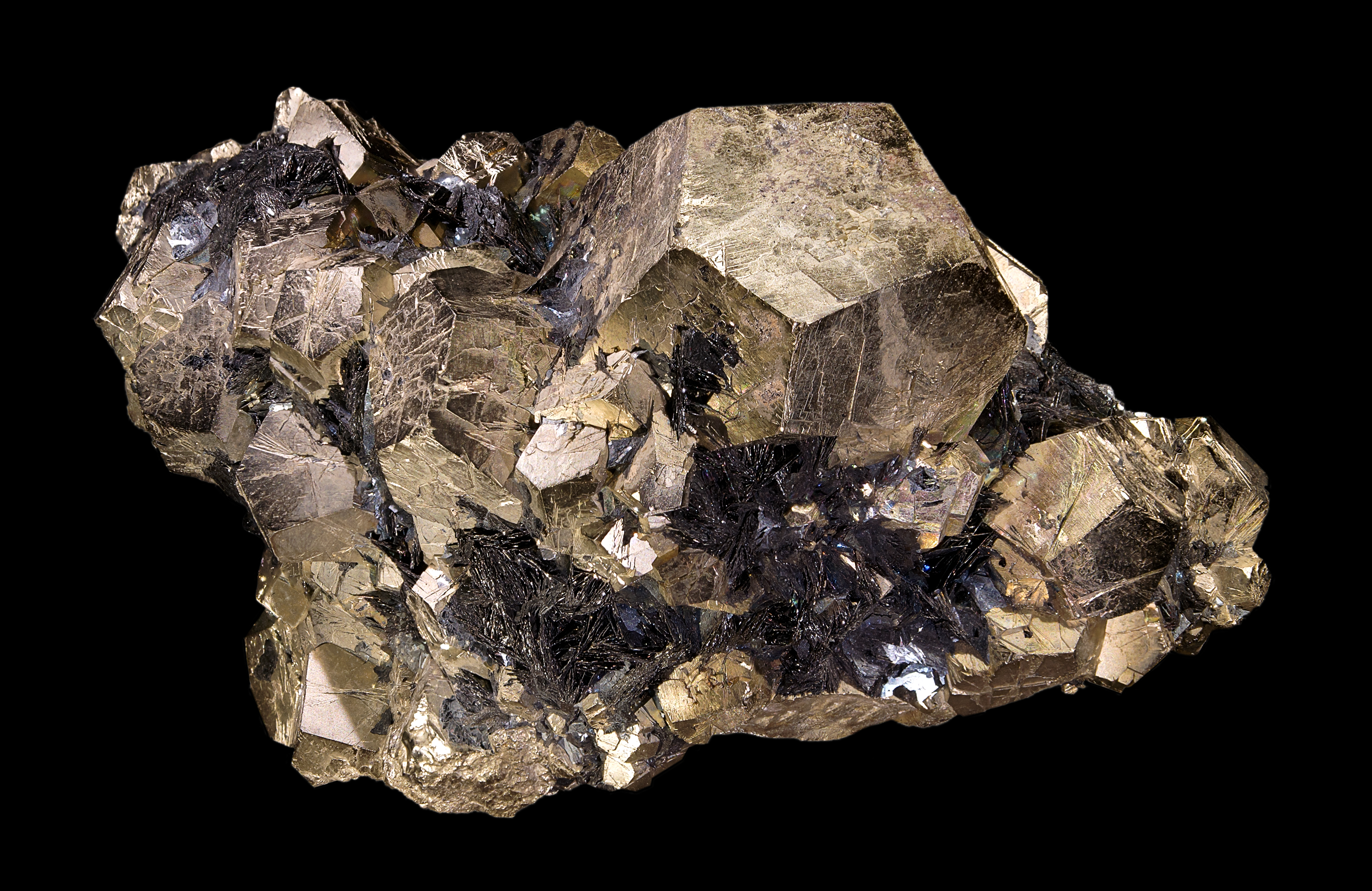
Пірит

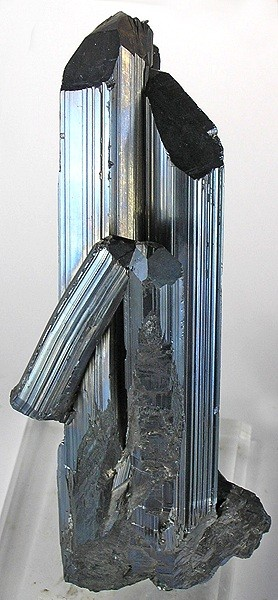
Стибніт

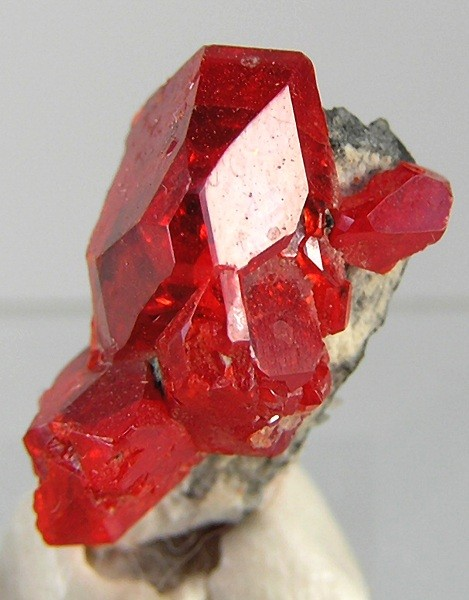
Реальгар

Сульфі́ди — великий клас мінералів, сполуки з сіркою (власне сульфіди), а також близькі до них за властивостями селеніди, антимоніди, арсеніди та телуриди. Вони пов'язані один з одним ізоморфними відношеннями.
Сульфідні мінерали — це клас мінералів, що містять сульфід (S2−) або дисульфід (S22−) як головний аніон. Деякі сульфідні мінерали мають економічне значення як руди металів. Клас сульфідів також включає селеніди, телуриди, арсеніди, антимоніди, бісмутиди, сульфарсеніди та сульфосолі. Сульфідні мінерали є неорганічними сполуками.

## Загальний опис
У природі відомо близько 100 мінеральних видів, що належать до природних сульфідів, з них тільки близько 20 зустрічаються у великих кількостях. Сульфіди складають близько 0,15 мас. % земної кори.
Розрізняють прості сульфіди, дисульфіди та складні сульфіди (в тому числі сульфосолі).
За складом сульфіди багатокомпонентні. Найпоширеніші на Землі сульфіди халькофільних елементів, елементів сімейства заліза, молібдену; відомі також сульфіди V, Cr, W, Pt, Ga, In, Ті, Cd. Для них характерний ковалентний зв'язок, іноді з металічним компонентом (піротин, пентландит тощо), низька розчинність у воді, стійкість до гідролізу.
Основна маса сульфідів має координаційну структуру; для сульфідів елементів сімейства заліза типові структури з кластерними групами, що забезпечують металічний компонент зв'язку. Менше число сульфідів має шаруваті (молібденіт, аурипігмент) або молекулярні (реальгар) структури. Твердість у сульфідів коливається від 1 у молібденіту до 6—6,5 у марказиту і піриту.
Густина змінюється від середньої до високої. Більшість сульфідів — напівпровідники або провідники. Основна маса маса сульфідів утворюється гідротермальним шляхом; відомі також сульфіди магматичного, метаморфічного генезису; деякі з них виникають внаслідок екзогенних процесів. Сульфіди гідротермального генезису часто утворюють великі скупчення (колчеданні і поліметалічні родовища). Найважливіші мінерали групи сульфідів — пірит, піротин, халькопірит.